# Parthenopidae
De Parthenopidae is een familie van de infraorde krabben (Brachyura).

## Systematiek
De Epialtidae worden in twee onderfamilies verdeeld en enkele niet toegekende genera: 
- Daldorfiinae Ng & Rodríguez, 1986
- Parthenopinae MacLeay, 1838

### Geslachten
- Lambrus Leach, 1815
- Parthenolambrus A. Milne Edwards, 1878

### Uitgestorven
- Branchiolambrus  †  Rathbun, 1908
- Mesolambrus  †  Müller & Collins, 1991